# Kiki Riki Miki

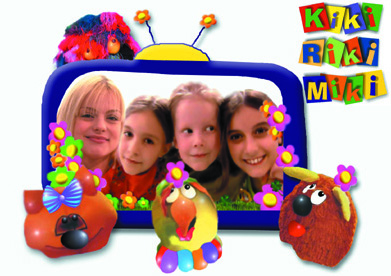
Afișul emisiunii, în care apar personajele Kiki Riki Miki și prezentatorii spectacolului: Jojo, Sabrina, Bubu si Dodo

Kiki Riki Miki a fost o emisiune pentru copii difuzată de Televiziunea Română, pe canalul TVR1, în fiecare duminică (frecvență săptămânală), între orele 9.00-10.30, în perioada anilor 1998-2002.
Realizatorul, autorul formatului și scenaristul emisiunii era Oana Ionescu, regizor Matei Firică,  producător Steluța Matios. 
Genul programului: „divertisment educațional” (infotainment/edutainment). 

## Istoric
Kiki Riki Miki a fost primul program de televiziune din România pentru cei mici, transmis și prezentat în direct de copii, împreună cu păpușile Kiki, Riki și Miki. Prima difuzare a avut loc pe data de 04.10.1998, din studioul TVR din strada Moliere nr. 2, alocat în exclusivitate emisiunii, pe toata durata realizării acesteia, până în 2003.
Trupa KIKI RIKI MIKI - formată din Dodo (Diana Caliniuc Ionescu), Sabrina (Sabrina Manoliu) și Bubu (Mihai Andrei Cernea) - a moderat peste 200 de ediții ale emisiunii cât și spectacole live, interpretând diverse roluri. Trupa a înregistrat peste 40 de piese (25 dintre acestea fiind produse ca videoclipuri), majoritatea melodiilor fiind o satiră muzicală la adresa problemelor societății românești. Emisiunea s-a bucurat de o mare popularitate printre cei mici, dar și în rândul adulților, devenind lider de audiență (AG) în fiecare duminică, pe slotul orar 8-14.
Păpușarii care au dat viață principalelor caractere - cățelușul Miki, papagalul Riki și pisicuta Kiki -, au fost Cristian Mitescu (alias „postașul Gicu" și „Câh - Monstrul de Gunoaie"), Violeta Mitescu și Oana Popa.
Alături de trupa Kiki Riki Miki, au prezentat Horia Brenciu (1998-1999) și Jojo (Cătălina Grama)(1999-2001), pentru care această emisiune a însemnat atât un debut în domeniu, cât și o rampă de lansare.
Emisiunea Kiki Riki Miki conținea, pe lângă videoclipuri, rubricile de știri și filmele documentare de tip edutainment, și un concurs de cultură generală pentru copii - Hodoronc-Tronc - prezentat inițial de Horia Brenciu și, ulterior, de Eugen Cristea, împreună cu „căpitanii” navei Cuti și Diana.

## Rubricile emisiunii
Formatul magazinului KIKI RIKI MIKI se axa pe un conținut cu preponderent educațional. Fiecare ediție începea cu un presupus "conflict" dintre Kiki, Riki și Miki, pe baza căruia se construiau o serie de scenete amuzante (de regulă ironice/satirice) și mini concursuri desfășurate în direct, lansate de moderatorii care intrau în legătura telefonică cu copiii telespectatori, făcând conexiunea cu rubricile fixe ale emisiunii:
Desene animate (Cenușăreasa, Vampirul Ernest, Pow Wow, Little Monsters)
"1/2 Buletin de știri" (știri naționale și internaționale pentru copii, prezentate de copii - difuzate prin schimbul european News for Kids al YNE- EBU
"Cutia cu filme" (filme de ficțiune și filme documentare de scurt metraj, realizate în cadrul schimbului European de filme pentru copii al EBU) 
"2000 de prieteni" (filme portret, având în centrul atenției copiii din România și Europa, cu aptitudini, talente, preocupări, pasiuni sau realizări inedite)  
"Hodoronc Tronc" (concurs de de cultură generală între două echipe formate din copii (8-14 ani), în decorul navei spațiale Hodoronc Tronc)
"Cutia muzicală" (videoclipuri muzicale pentru copii)
"Cum se fac lucrurile" (filme informative pentru copii, dezvăluind etapele și "secretele" de fabricație ale diferitelor produse uzuale din viața cotidiană, dar și despre tradiții, arts&crafts, etc)

## Ediții speciale
Edițiile speciale ale emisiunii KIKI RIKI MIKI, au fost spectacolele  „KIKI RIKI MIKI - Așteptându-l pe Moș Crăciun”(24.12.1998), „KIKI RIKI MIKI în Țara Minunilor” (31.12.1998), „KIKI RIKI MIKI în Țara Iepurasului”(1999),  „KIKI RIKI MIKI în Orașul lui Moș Crăciun” (24.12.1999) și „KIKI RIKI MIKI în Spațiu” (31.12.1999) - fiecare având o durată de 60 min., difuzate  în prime time de TVR 1, în perioada sărbătorilor de crăciun și revelion, înregistrând cote de audiență comparabile cu cele ale știrilor TVR.
Alături de trupa KIKI RIKI MIKI, pentru aceste spectacole, realizatorii au creat (în premieră) o serie de mini-trupe (formații de copii), precum mini Sfinx, mini România, mini Genius, mini Bug Mafia, mini 3 Sud "Vest", mini ASIA etc  (cu acordul artiștilor implicați în trupele reale SFIX, România, GENIUS, BUG Mafia, 3 Sud Est, ASIA ș.a.), care au interpretat separat, sau împreună cu aceștia, celebrele piese ale „trupelor mamă" , ca remix-uri cu texte complet diferite, de tip pamflet. Astfel, de exemplu, celebrul hit al vremii, Ciocolata - interpretată de GENIUS -,  a devenit Groapa ( iar versurile Ciocolata e a mea, nu o dau la nimenea au fost înlocuite cu Groapa de pe strada mea, nu o dau la nimenea / Tata cade des în ea / Când merge cu Dacia șamd)
Imnul emisiunii - „Doar la KIKI RIKI MIKI” - a fost compus de Mihai Cernea / versuri Oana Ionescu.

## Distribuție

### KIKI RIKI MIKI - Așteptându-l pe Moș Crăciun- 24.12.1998

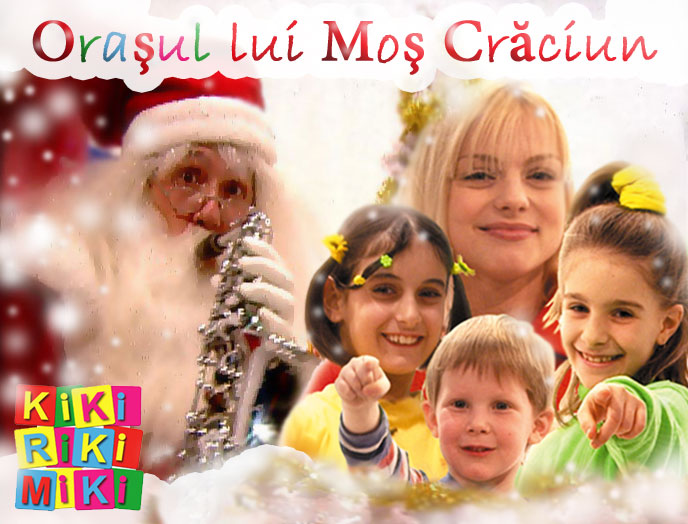
Poster - ediție specială de sărbători: KIKI RIKI MIKI in "Orașul lui Moș Crăciun" (24.12.1999, TVR1) In imagine: Mos Craciun, Jojo, Bubu, Dodo si Sabrina.

Spectacol pe gheață, feerie cu zâne, pitici și fulgi de zăpadă. Invitați speciali: Mădălina Manole, Ducu Bertzi, Dan Creimerman, Adrian Pleșca, Dana Bartzer, Cristina Manoliu, Daniel Iordachioaie, Silvia Dumitrescu, Anca Turcasiu, Armand Calotă, trupa U-NITE, trupa Sfinx Experience. Moderatori: Horia Brenciu, Cătălina Grama, Dodo (Diana Caliniuc Ionescu), Sabrina (Sabrina Manoliu), alături de păpușile Kiki, Riki, Miki.

### „KIKI RIKI MIKI în Orașul lui Moș Crăciun” - 24.12.1999
În orașul lui Moș Crăciun, împodobit de sărbători, au sosit personajele de poveste: Albă ca Zăpada cu cei 7 Pitici, Scufița Roșie, Cenușăreasa, Tândală, Păcală, Făt Frumos, Zmeul Zmeilor, Zâna Zânelor, Crăiasa Zăpezii, dar și niște babe cloanțe, cotoroanțe. Invitați speciali: orchestra simfonică a Palatului Copiilor, formații de dansuri și cântece din Maramureș, trupa KIKI RIKI MIKI, trupele Mini Parlament, Mini Genius, grupul Miracol. Moderatori: Cătălina Grama(Jojo), Dodo (Diana Caliniuc Ionescu), Sabrina (Sabrina Manoliu), pisicuța Kiki, papagalul Riki și cățelușul Miki.